# Списак IC објеката (2000—2999)
Ово је потпуни списак IC објеката (2000—2999) дубоког неба у IC каталогу (енгл. Index Catalogue). Информација о сазвежђима је узета из „The Complete New General Catalogue and Index Catalogue of Nebulae and Star Clusters, J. L. E. Dreyer”, преко  сервиса.
Морфолошки типови галаксија и објеката који су чланови Малог Магелановог облака су добијени преко  вангалактичке базе. Остали подаци у табелама су из   астрономске базе података, осим ако није другачије назначено.
- IC 2000
- IC 2001
- IC 2002
- IC 2003
- IC 2004
- IC 2005
- IC 2006
- IC 2007
- IC 2008
- IC 2009
- IC 2010
- IC 2011
- IC 2012
- IC 2013
- IC 2014
- IC 2015
- IC 2016
- IC 2017
- IC 2018
- IC 2019
- IC 2020
- IC 2021
- IC 2022
- IC 2023
- IC 2024
- IC 2025
- IC 2026
- IC 2027
- IC 2028
- IC 2029
- IC 2030
- IC 2031
- IC 2032
- IC 2033
- IC 2034
- IC 2035
- IC 2036
- IC 2037
- IC 2038
- IC 2039
- IC 2040
- IC 2041
- IC 2042
- IC 2043
- IC 2044
- IC 2045
- IC 2046
- IC 2047
- IC 2048
- IC 2049
- IC 2050
- IC 2051
- IC 2052
- IC 2053
- IC 2054
- IC 2055
- IC 2056
- IC 2057
- IC 2058
- IC 2059
- IC 2060
- IC 2061
- IC 2062
- IC 2063
- IC 2064
- IC 2065
- IC 2066
- IC 2067
- IC 2068
- IC 2069
- IC 2070
- IC 2071
- IC 2072
- IC 2073
- IC 2074
- IC 2075
- IC 2076
- IC 2077
- IC 2078
- IC 2079
- IC 2080
- IC 2081
- IC 2082
- IC 2083
- IC 2084
- IC 2085
- IC 2086
- IC 2087
- IC 2088
- IC 2089
- IC 2090
- IC 2091
- IC 2092
- IC 2093
- IC 2094
- IC 2095
- IC 2096
- IC 2097
- IC 2098
- IC 2099
- IC 2100
- IC 2101
- IC 2102
- IC 2103
- IC 2104
- IC 2105
- IC 2106
- IC 2107
- IC 2108
- IC 2109
- IC 2110
- IC 2111
- IC 2112
- IC 2113
- IC 2114
- IC 2115
- IC 2116
- IC 2117
- IC 2118
- IC 2119
- IC 2120
- IC 2121
- IC 2122
- IC 2123
- IC 2124
- IC 2125
- IC 2126
- IC 2127
- IC 2128
- IC 2129
- IC 2130
- IC 2131
- IC 2132
- IC 2133
- IC 2134
- IC 2135
- IC 2136
- IC 2137
- IC 2138
- IC 2139
- IC 2140
- IC 2141
- IC 2142
- IC 2143
- IC 2144
- IC 2145
- IC 2146
- IC 2147
- IC 2148
- IC 2149
- IC 2150
- IC 2151
- IC 2152
- IC 2153
- IC 2154
- IC 2155
- IC 2156
- IC 2157
- IC 2158
- IC 2159
- IC 2160
- IC 2161
- IC 2162
- IC 2163
- IC 2164
- IC 2165
- IC 2166
- IC 2167
- IC 2168
- IC 2169
- IC 2170
- IC 2171
- IC 2172
- IC 2173
- IC 2174
- IC 2175
- IC 2176
- IC 2177
- IC 2178
- IC 2179
- IC 2180
- IC 2181
- IC 2182
- IC 2183
- IC 2184
- IC 2185
- IC 2186
- IC 2187
- IC 2188
- IC 2189
- IC 2190
- IC 2191
- IC 2192
- IC 2193
- IC 2194
- IC 2195
- IC 2196
- IC 2197
- IC 2198
- IC 2199
- IC 2200
- IC 2201
- IC 2202
- IC 2203
- IC 2204
- IC 2205
- IC 2206
- IC 2207
- IC 2208
- IC 2209
- IC 2210
- IC 2211
- IC 2212
- IC 2213
- IC 2214
- IC 2215
- IC 2216
- IC 2217
- IC 2218
- IC 2219
- IC 2220
- IC 2221
- IC 2222
- IC 2223
- IC 2224
- IC 2225
- IC 2226
- IC 2227
- IC 2228
- IC 2229
- IC 2230
- IC 2231
- IC 2232
- IC 2233
- IC 2234
- IC 2235
- IC 2236
- IC 2237
- IC 2238
- IC 2239
- IC 2240
- IC 2241
- IC 2242
- IC 2243
- IC 2244
- IC 2245
- IC 2246
- IC 2247
- IC 2248
- IC 2249
- IC 2250
- IC 2251
- IC 2252
- IC 2253
- IC 2254
- IC 2255
- IC 2256
- IC 2257
- IC 2258
- IC 2259
- IC 2260
- IC 2261
- IC 2262
- IC 2263
- IC 2264
- IC 2265
- IC 2266
- IC 2267
- IC 2268
- IC 2269
- IC 2270
- IC 2271
- IC 2272
- IC 2273
- IC 2274
- IC 2275
- IC 2276
- IC 2277
- IC 2278
- IC 2279
- IC 2280
- IC 2281
- IC 2282
- IC 2283
- IC 2284
- IC 2285
- IC 2286
- IC 2287
- IC 2288
- IC 2289
- IC 2290
- IC 2291
- IC 2292
- IC 2293
- IC 2294
- IC 2295
- IC 2296
- IC 2297
- IC 2298
- IC 2299
- IC 2300
- IC 2301
- IC 2302
- IC 2303
- IC 2304
- IC 2305
- IC 2306
- IC 2307
- IC 2308
- IC 2309
- IC 2310
- IC 2311
- IC 2312
- IC 2313
- IC 2314
- IC 2315
- IC 2316
- IC 2317
- IC 2318
- IC 2319
- IC 2320
- IC 2321
- IC 2322
- IC 2323
- IC 2324
- IC 2325
- IC 2326
- IC 2327
- IC 2328
- IC 2329
- IC 2330
- IC 2331
- IC 2332
- IC 2333
- IC 2334
- IC 2335
- IC 2336
- IC 2337
- IC 2338
- IC 2339
- IC 2340
- IC 2341
- IC 2342
- IC 2343
- IC 2344
- IC 2345
- IC 2346
- IC 2347
- IC 2348
- IC 2349
- IC 2350
- IC 2351
- IC 2352
- IC 2353
- IC 2354
- IC 2355
- IC 2356
- IC 2357
- IC 2358
- IC 2359
- IC 2360
- IC 2361
- IC 2362
- IC 2363
- IC 2364
- IC 2365
- IC 2366
- IC 2367
- IC 2368
- IC 2369
- IC 2370
- IC 2371
- IC 2372
- IC 2373
- IC 2374
- IC 2375
- IC 2376
- IC 2377
- IC 2378
- IC 2379
- IC 2380
- IC 2381
- IC 2382
- IC 2383
- IC 2384
- IC 2385
- IC 2386
- IC 2387
- IC 2388
- IC 2389
- IC 2390
- IC 2391
- IC 2392
- IC 2393
- IC 2394
- IC 2395
- IC 2396
- IC 2397
- IC 2398
- IC 2399
- IC 2400
- IC 2401
- IC 2402
- IC 2403
- IC 2404
- IC 2405
- IC 2406
- IC 2407
- IC 2408
- IC 2409
- IC 2410
- IC 2411
- IC 2412
- IC 2413
- IC 2414
- IC 2415
- IC 2416
- IC 2417
- IC 2418
- IC 2419
- IC 2420
- IC 2421
- IC 2422
- IC 2423
- IC 2424
- IC 2425
- IC 2426
- IC 2427
- IC 2428
- IC 2429
- IC 2430
- IC 2431
- IC 2432
- IC 2433
- IC 2434
- IC 2435
- IC 2436
- IC 2437
- IC 2438
- IC 2439
- IC 2440
- IC 2441
- IC 2442
- IC 2443
- IC 2444
- IC 2445
- IC 2446
- IC 2447
- IC 2448
- IC 2449
- IC 2450
- IC 2451
- IC 2452
- IC 2453
- IC 2454
- IC 2455
- IC 2456
- IC 2457
- IC 2458
- IC 2459
- IC 2460
- IC 2461
- IC 2462
- IC 2463
- IC 2464
- IC 2465
- IC 2466
- IC 2467
- IC 2468
- IC 2469
- IC 2470
- IC 2471
- IC 2472
- IC 2473
- IC 2474
- IC 2475
- IC 2476
- IC 2477
- IC 2478
- IC 2479
- IC 2480
- IC 2481
- IC 2482
- IC 2483
- IC 2484
- IC 2485
- IC 2486
- IC 2487
- IC 2488
- IC 2489
- IC 2490
- IC 2491
- IC 2492
- IC 2493
- IC 2494
- IC 2495
- IC 2496
- IC 2497
- IC 2498
- IC 2499
- IC 2500
- IC 2501
- IC 2502
- IC 2503
- IC 2504
- IC 2505
- IC 2506
- IC 2507
- IC 2508
- IC 2509
- IC 2510
- IC 2511
- IC 2512
- IC 2513
- IC 2514
- IC 2515
- IC 2516
- IC 2517
- IC 2518
- IC 2519
- IC 2520
- IC 2521
- IC 2522
- IC 2523
- IC 2524
- IC 2525
- IC 2526
- IC 2527
- IC 2528
- IC 2529
- IC 2530
- IC 2531
- IC 2532
- IC 2533
- IC 2534
- IC 2535
- IC 2536
- IC 2537
- IC 2538
- IC 2539
- IC 2540
- IC 2541
- IC 2542
- IC 2543
- IC 2544
- IC 2545
- IC 2546
- IC 2547
- IC 2548
- IC 2549
- IC 2550
- IC 2551
- IC 2552
- IC 2553
- IC 2554
- IC 2555
- IC 2556
- IC 2557
- IC 2558
- IC 2559
- IC 2560
- IC 2561
- IC 2562
- IC 2563
- IC 2564
- IC 2565
- IC 2566
- IC 2567
- IC 2568
- IC 2569
- IC 2570
- IC 2571
- IC 2572
- IC 2573
- IC 2574
- IC 2575
- IC 2576
- IC 2577
- IC 2578
- IC 2579
- IC 2580
- IC 2581
- IC 2582
- IC 2583
- IC 2584
- IC 2585
- IC 2586
- IC 2587
- IC 2588
- IC 2589
- IC 2590
- IC 2591
- IC 2592
- IC 2593
- IC 2594
- IC 2595
- IC 2596
- IC 2597
- IC 2598
- IC 2599
- IC 2600
- IC 2601
- IC 2602
- IC 2603
- IC 2604
- IC 2605
- IC 2606
- IC 2607
- IC 2608
- IC 2609
- IC 2610
- IC 2611
- IC 2612
- IC 2613
- IC 2614
- IC 2615
- IC 2616
- IC 2617
- IC 2618
- IC 2619
- IC 2620
- IC 2621
- IC 2622
- IC 2623
- IC 2624
- IC 2625
- IC 2626
- IC 2627
- IC 2628
- IC 2629
- IC 2630
- IC 2631
- IC 2632
- IC 2633
- IC 2634
- IC 2635
- IC 2636
- IC 2637
- IC 2638
- IC 2639
- IC 2640
- IC 2641
- IC 2642
- IC 2643
- IC 2644
- IC 2645
- IC 2646
- IC 2647
- IC 2648
- IC 2649
- IC 2650
- IC 2651
- IC 2652
- IC 2653
- IC 2654
- IC 2655
- IC 2656
- IC 2657
- IC 2658
- IC 2659
- IC 2660
- IC 2661
- IC 2662
- IC 2663
- IC 2664
- IC 2665
- IC 2666
- IC 2667
- IC 2668
- IC 2669
- IC 2670
- IC 2671
- IC 2672
- IC 2673
- IC 2674
- IC 2675
- IC 2676
- IC 2677
- IC 2678
- IC 2679
- IC 2680
- IC 2681
- IC 2682
- IC 2683
- IC 2684
- IC 2685
- IC 2686
- IC 2687
- IC 2688
- IC 2689
- IC 2690
- IC 2691
- IC 2692
- IC 2693
- IC 2694
- IC 2695
- IC 2696
- IC 2697
- IC 2698
- IC 2699
- IC 2700
- IC 2701
- IC 2702
- IC 2703
- IC 2704
- IC 2705
- IC 2706
- IC 2707
- IC 2708
- IC 2709
- IC 2710
- IC 2711
- IC 2712
- IC 2713
- IC 2714
- IC 2715
- IC 2716
- IC 2717
- IC 2718
- IC 2719
- IC 2720
- IC 2721
- IC 2722
- IC 2723
- IC 2724
- IC 2725
- IC 2726
- IC 2727
- IC 2728
- IC 2729
- IC 2730
- IC 2731
- IC 2732
- IC 2733
- IC 2734
- IC 2735
- IC 2736
- IC 2737
- IC 2738
- IC 2739
- IC 2740
- IC 2741
- IC 2742
- IC 2743
- IC 2744
- IC 2745
- IC 2746
- IC 2747
- IC 2748
- IC 2749
- IC 2750
- IC 2751
- IC 2752
- IC 2753
- IC 2754
- IC 2755
- IC 2756
- IC 2757
- IC 2758
- IC 2759
- IC 2760
- IC 2761
- IC 2762
- IC 2763
- IC 2764
- IC 2765
- IC 2766
- IC 2767
- IC 2768
- IC 2769
- IC 2770
- IC 2771
- IC 2772
- IC 2773
- IC 2774
- IC 2775
- IC 2776
- IC 2777
- IC 2778
- IC 2779
- IC 2780
- IC 2781
- IC 2782
- IC 2783
- IC 2784
- IC 2785
- IC 2786
- IC 2787
- IC 2788
- IC 2789
- IC 2790
- IC 2791
- IC 2792
- IC 2793
- IC 2794
- IC 2795
- IC 2796
- IC 2797
- IC 2798
- IC 2799
- IC 2800
- IC 2801
- IC 2802
- IC 2803
- IC 2804
- IC 2805
- IC 2806
- IC 2807
- IC 2808
- IC 2809
- IC 2810
- IC 2811
- IC 2812
- IC 2813
- IC 2814
- IC 2815
- IC 2816
- IC 2817
- IC 2818
- IC 2819
- IC 2820
- IC 2821
- IC 2822
- IC 2823
- IC 2824
- IC 2825
- IC 2826
- IC 2827
- IC 2828
- IC 2829
- IC 2830
- IC 2831
- IC 2832
- IC 2833
- IC 2834
- IC 2835
- IC 2836
- IC 2837
- IC 2838
- IC 2839
- IC 2840
- IC 2841
- IC 2842
- IC 2843
- IC 2844
- IC 2845
- IC 2846
- IC 2847
- IC 2848
- IC 2849
- IC 2850
- IC 2851
- IC 2852
- IC 2853
- IC 2854
- IC 2855
- IC 2856
- IC 2857
- IC 2858
- IC 2859
- IC 2860
- IC 2861
- IC 2862
- IC 2863
- IC 2864
- IC 2865
- IC 2866
- IC 2867
- IC 2868
- IC 2869
- IC 2870
- IC 2871
- IC 2872
- IC 2873
- IC 2874
- IC 2875
- IC 2876
- IC 2877
- IC 2878
- IC 2879
- IC 2880
- IC 2881
- IC 2882
- IC 2883
- IC 2884
- IC 2885
- IC 2886
- IC 2887
- IC 2888
- IC 2889
- IC 2890
- IC 2891
- IC 2892
- IC 2893
- IC 2894
- IC 2895
- IC 2896
- IC 2897
- IC 2898
- IC 2899
- IC 2900
- IC 2901
- IC 2902
- IC 2903
- IC 2904
- IC 2905
- IC 2906
- IC 2907
- IC 2908
- IC 2909
- IC 2910
- IC 2911
- IC 2912
- IC 2913
- IC 2914
- IC 2915
- IC 2916
- IC 2917
- IC 2918
- IC 2919
- IC 2920
- IC 2921
- IC 2922
- IC 2923
- IC 2924
- IC 2925
- IC 2926
- IC 2927
- IC 2928
- IC 2929
- IC 2930
- IC 2931
- IC 2932
- IC 2933
- IC 2934
- IC 2935
- IC 2936
- IC 2937
- IC 2938
- IC 2939
- IC 2940
- IC 2941
- IC 2942
- IC 2943
- IC 2944
- IC 2945
- IC 2946
- IC 2947
- IC 2948
- IC 2949
- IC 2950
- IC 2951
- IC 2952
- IC 2953
- IC 2954
- IC 2955
- IC 2956
- IC 2957
- IC 2958
- IC 2959
- IC 2960
- IC 2961
- IC 2962
- IC 2963
- IC 2964
- IC 2965
- IC 2966
- IC 2967
- IC 2968
- IC 2969
- IC 2970
- IC 2971
- IC 2972
- IC 2973
- IC 2974
- IC 2975
- IC 2976
- IC 2977
- IC 2978
- IC 2979
- IC 2980
- IC 2981
- IC 2982
- IC 2983
- IC 2984
- IC 2985
- IC 2986
- IC 2987
- IC 2988
- IC 2989
- IC 2990
- IC 2991
- IC 2992
- IC 2993
- IC 2994
- IC 2995
- IC 2996
- IC 2997
- IC 2998
- IC 2999